# 기적의 인간
《기적의 인간(奇跡の人)》는 1998년 10월 12일 ~ 1998년 12월 14일까지 YTV에서 제작하고, YTV와 NTV에서 방송된 드라마. 시간은 매주 월요일 밤 10시 ~ 10시 54분까지, 총 10회.  주연은 야마자키 마사요시. 평균 시청률 10.2%를 기록하였다.

## 개요
8년 전 교통 사고를 당해, 뇌사 혼수 상태였던 카츠미가 기적적인 회복을 이룬다. 하지만, 그동안의 기억은 모두 지워진채, 새로 태어난 사람처럼 모든 것을 새롭게 배워가는, 8살의 어린 아이와 다름 없다. 그런 카츠미가 야스코와의 만남으로 과거의 기억을 되돌리면서 자아를 찾으려 하기 시작한다…

## 캐스팅
- 소마 카츠미：야마자키 마사요시
- 아다치 야스코：마츠시타 유키
- 후지와라 사토코：토다 나호
- 카미죠 코이치：토요하라 코스케
- 사쿠라이 신타로우：우에키 히토시
- 후지와라 타츠야：카츠무라 마사노부
- 카와세 유카：유이 류코
- 오오사키：키타무라 카즈키
- 타니구치 형사：테라지마 스스무
- 소마 야에：마츠바라 치에코
- 이나무라 쇼조：하라다 다이지로
- 아다치 마유코：THE ME
- 후지카와 마모루：아오키 켄지
- 하카마다：이시바시 타모츠
- 와카바야시 시호
- 카와라자키 켄조
- 츠노가에 카즈에
- 마츠자와 카즈유키
- 무쿠노키 미와
- 신스이 산쇼

## 스태프
- 치프 프로듀서：야마모토 카즈오
- 프로듀서：호리구치 요시노리, 시모다 카즈토시
- 연출：야마모토 카즈오, 오오가키 카즈호, 쿠니모토 마사히로, 이토 토시히로, 오카모토 코이치
- 원작：신포 유이치 〈기적의 사람〉
- 각본：요코타 리에, 오자키 마사야
- 음악：스오 요시카즈
- 조명 : 타이가 아키오
- 음향효과 : 하라다 신야
- 미술 : 미노다 에이지
- 제작 협력：THE WORKS
- 제작 저작권：요미우리 TV

## 관련 음반

### 여는곡
- 山崎まさよし (야마자키 마사요시) / 僕はここにいる (1998년 11월 11일 발매)

### 닫는곡
- 加藤いづみ (카토 이즈미) / 切なく青い空のページ

### Original Sound Tracks
1. 時間ノ彼方デ逢ウ
2. December’s Children
3. In A Strings Way《 1》
4. Cdurのパヴァーヌ
5. 空がオレンジジュースの歌(Harmonica~Strings)
6. サバクのブルースソーダ
7. 未来連鎖・浮遊スル過去
8. 僕はここにいる(ストリング・ヴァージョン)
9. Woods for Christmas(December’s Children)
10. Cdurのパヴァーヌ(メディアム・ヴァージョン)
11. ガンバレヤスコの歌
12. extension・かけら・ムーヴ
13. In A Strings Way《 2》
14. キットアナタトイル
15. オモイダセナイ
16. サバクのブルースソーダ(ネイキッド・ヴァージョン)
17. CYBER-WALTZ
18. Pizzicato Walk
19. キンモクセイが好きだった
20. 8番目の海

## 부제·시청률
| 각 화             | 방송일           | 부제                                   | 시청률 |
| ----------------- | ---------------- | -------------------------------------- | ------ |
| 제1화             | 1998년 10월 12일 | 나는 8살의 마음으로 너를 좋아하게 된다 | 11.5%  |
| 제2화             | 1998년 10월 19   | 나를 모르는 나                         | 12.2%  |
| 제3화             | 1998년 10월 26일 | 과거에서 온 메신저                     | 9.0%   |
| 제4화             | 1998년 11월 2일  | 깨어난 과거의 사랑                     | 7.8%   |
| 제5화             | 1998년 11월 9일  | 세포가 기억하는 사랑                   | 9.5%   |
| 제6화             | 1998년 11월 15일 | 나는 경계했다                          | 9.8%   |
| 제7화             | 1998년 11월 23일 | 살인의 기억                            | 10.6%  |
| 제8화             | 1998년 11월 30일 | 안녕 8살                               | 9.6%   |
| 제9화             | 1998년 12월 7일  | 모든 기억 상실의 의문                  | 9.9%   |
| 제10화            | 1998년 12월 14일 | 나는 여기에 있어                       | 11.7%  |
| 평균 시청률 10.2% |                  |                                        |        |

## 관련 상품
- 〈기적의 사람〉 Vol.1·Vol.2 1998년 12월 21일 발매 VHS의 상품
- 〈기적의 사람〉 Vol.3·Vol.4 2000년 1월 21일 발매 VHS의 상품
- 〈기적의 사람〉 DVD-BOX 2003년 4월 23일 발매

## 기타
제3화부터는 오프닝 나레이션은 주연 야마자키 마사요시와 같은 오피스 오거스타 소속사의 연예인 쿄코가 맡았다.